# Oxyagrion terminale
Oxyagrion terminale är en trollsländeart som först beskrevs av Selys 1876.  Oxyagrion terminale ingår i släktet Oxyagrion och familjen dammflicksländor. Inga underarter finns listade i Catalogue of Life.